# Gopperding (Gemeinde St. Florian)

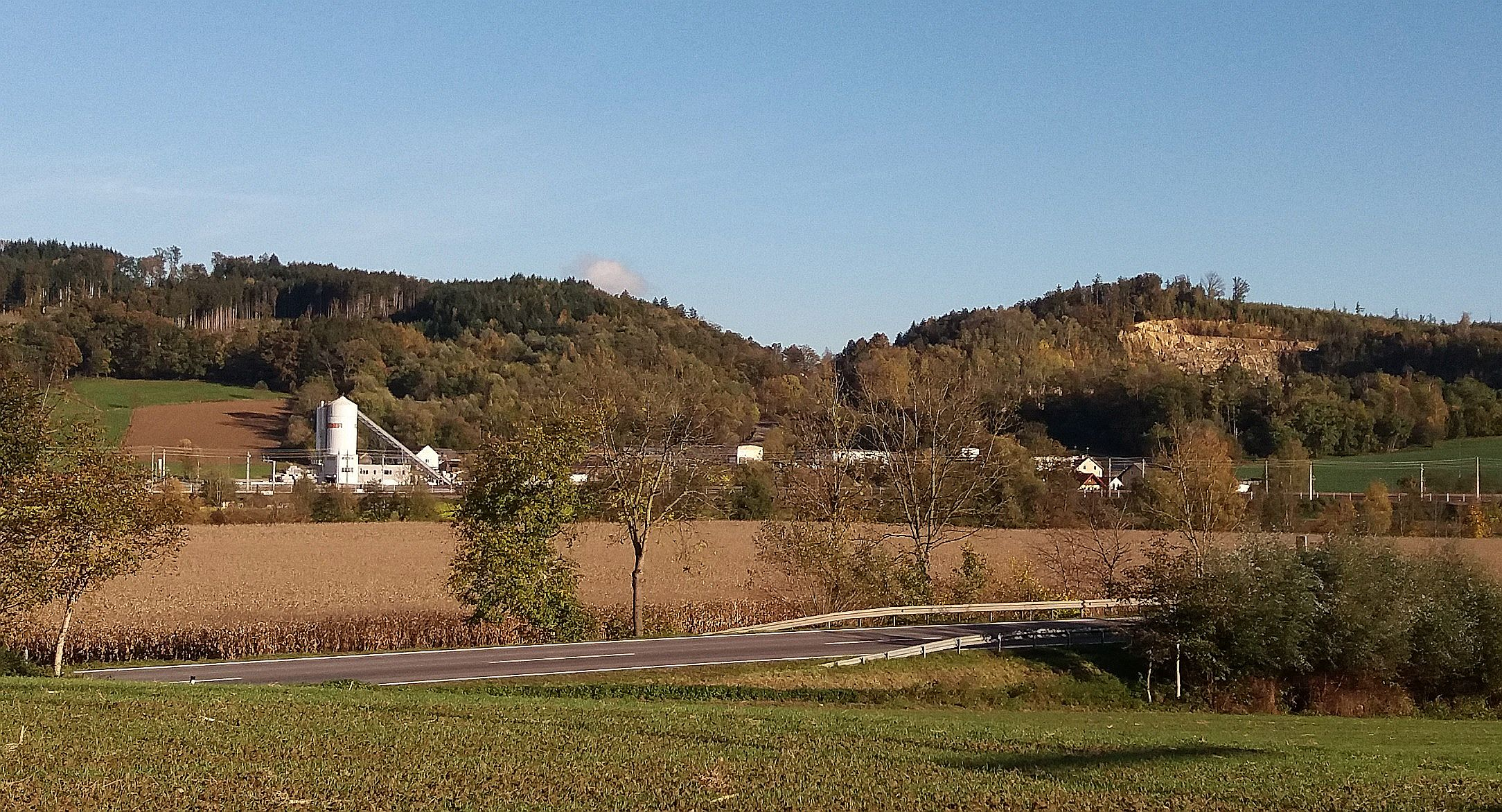
Steinbruch Gopperding

Gopperding ist eine Ortschaft der Marktgemeinde St. Florian am Inn in Oberösterreich. Die Ortschaft hat 112 Einwohner (Stand: 1. Jänner 2024).
Gopperding liegt östlich von St. Florian rechts der Pram.
Bekannt ist der Ort für seinen Steinbruch (Kapsreiter Granit). Er hat eine Bahnhaltestelle am Knotenpunkt von Salzkammergutbahn und Passauer Bahn.

## Persönlichkeiten
- Ferdinand Doblhammer (1892–1954), Eisenbahner und Abgeordneter zum Oberösterreichischen Landtag